# Jarrod Uthoff
Jarrod Reed Uthoff, né le 19 mai 1993 à Cedar Rapids dans l'Iowa, est un joueur américain de basket-ball. Il évolue au poste d'ailier fort.

## Biographie

### Carrière universitaire
Il passe sa première année universitaire à l'université du Wisconsin mais ne participe pas aux matches avec les Badgers entre 2011 et 2012.
Puis, il quitte le Wisconsin pour l'université de l'Iowa où il joue pour les Hawkeyes entre 2013 et 2016.

### Carrière professionnelle
Le 23 juin 2016, lors de la draft 2016 de la NBA, automatiquement éligible, il n'est pas sélectionné.
En juillet 2016, il participe à la NBA Summer League 2016 de Las Vegas avec les Kings de Sacramento. En quatre matches (dont une titularisation), il a des moyennes de 4,5 points, 2,25 rebonds, 1 passe décisive et 1 interception en 17,4 minutes par match.
Le 21 juillet 2016, il signe un contrat avec les Raptors de Toronto pour participer au camp d'entraînement et tenter de faire partie des quinze joueurs retenus au début de la saison NBA 2016-2017.
Le 28 février 2020, il signe un contrat de 10 jours avec les Grizzlies de Memphis.
Le 17 juillet 2020, il s'engage jusqu'à la fin de saison avec les Wizards de Washington.

## Statistiques

### Universitaires
| Saison    | Équipe    | Matchs | Titul. | Min./m | % Tir | % 3pts | % LF | Rbds/m. | Pass/m. | Int/m. | Ctr/m. | Pts/m. |
| --------- | --------- | ------ | ------ | ------ | ----- | ------ | ---- | ------- | ------- | ------ | ------ | ------ |
| 2012-2013 | Wisconsin |        |        |        |       |        |      |         |         |        |        |        |
| 2013-2014 | Iowa      | 33     | 0      | 18,2   | 50,0  | 42,5   | 81,7 | 4,61    | 0,79    | 0,33   | 1,06   | 7,64   |
| 2014-2015 | Iowa      | 34     | 34     | 30,3   | 43,0  | 37,2   | 73,7 | 6,41    | 1,74    | 1,12   | 1,65   | 12,41  |
| 2015-2016 | Iowa      | 33     | 33     | 31,5   | 44,8  | 38,2   | 81,3 | 6,33    | 1,09    | 0,97   | 2,55   | 18,91  |
| Total     |           | 100    | 67     | 26,7   | 45,0  | 38,3   | 79,5 | 5,79    | 1,21    | 0,81   | 1,75   | 12,98  |

## Palmarès
- Consensus second-team All-American (2016)
- First-team All-Big Ten (2016)
- Third-team All-Big Ten (2015)
- Big Ten All-Defensive team (2016)
- Academic All-American of the Year (2016)
- Iowa Mr. Basketball (2011)